# Унсал III
Унсал III (*араб. ونسة الثالث; д/н — 1720) — 16-й макк (султан) Сеннару в 1716—1720 роках.

## Життєпис
Походив з династії Фунджі. Син макка Баді III. 1716 року посів трон. Втім більше уваги приділяв розвагам та гарему, перекинувши справи на своїх сановників. Наслідком цього стало послаблення держави та загальне невдоволення.
8 червня 1720 році повалений так званними військами Лулу, що захопили столицю держави. Трон спадкував брат Нул.